# Bathyphantes menyuanensis
Bathyphantes menyuanensis är en spindelart som beskrevs av Hu 200. Bathyphantes menyuanensis ingår i släktet Bathyphantes och familjen täckvävarspindlar. Inga underarter finns listade.